# Гайдамак, Всеволод Викторович
Всеволод Викторович Гайдамак (род. 9 апреля 2003, Хабаровск) — российский хоккеист, нападающий.

## Биография
Начинал заниматься хоккеем в хабаровском «Амуре». В 2015 году переехал в Санкт-Петербург, где занимался в ГСДЮШОР (2015—2018), школах «Бульдогов» (2018—2019), «Спартака» (2019—2020). В 2020 году перешёл в систему омского «Авангарда», играл за команду МХЛ «Омские ястребы». Сезон 2021/22 провёл в команде OHL «Оттава 67», которая в 2020 году выбрала его на импорт-драфте CHL. 20 октября 2021 был обменян в ЦСКА. В сезоне 2022/23 играл в МХЛ за команду «Красная армия», провёл 14 матчей в ВХЛ за «Звезду». 3 и 5 января 2023 года сыграл два матча за ЦСКА в КХЛ. 28 ноября 2024 года подписал контракт с «Амуром» и стал играть за «Сокол» Красноярск) в ВХЛ. 2 марта 2025 года дебютировал за «Амур».
Серебряный призёр юниорского чемпионата мира 2021 года.